# Reginbrand
Reginbrand († 988) war der erste Bischof von Aarhus.
Er empfing 948 durch Erzbischof Adaldag von Hamburg-Bremen mit ausdrücklicher Erlaubnis von Papst Agapitus II. die Bischofsweihe. Mit zwei weiteren Bischöfen neuer Bistümer, nämlich Hored (Oredo) in Schleswig und Leofdag in Ribe, nahm er am 7. Juni 948 an der Universalsynode von Ingelheim teil. Dies bezeichnete einen bedeutenden Fortschritt in der Geschichte der dänischen Kirche, denn von nun an konnten alle liturgischen Feiern von einheimischen Bischöfen durchgeführt werden.
Nach Reginbrands Tod wurden die drei Diözesen in Jütland gemeinsam verwaltet. Erst um 1060 wurde Aarhus wieder Bischofssitz.